# Nieodnaleziona
Nieodnaleziona – polski thriller  autorstwa Remigiusza Mroza. Powieść została wydana nakładem wydawnictwa Filia w 2018 roku.

## Fabuła
Damian Werner 10 lat po zaginięciu narzeczonej, jest pewien, że nigdy więcej jej nie zobaczy. Jednak trafia na ślad ukochanej w internecie. Wierzy, że jest to przypadkowe podobieństwo jednak trafia na kolejne zdjęcie, które sam zrobił kilka dni przed zaginięciem ukochanej. Damian znał swoją narzeczoną od dziecka. Szukając odpowiedzi na kolejne pytania, odkrywa jednak, że nie wiedział o niej wszystkiego.

## Odbiór
powieść zdobyła średnią ocenę 6.9/10 na portalu Lubimy Czytać, przy 10969 ocenach. Użytkownicy strony napisali ponad 1500 opinii o książce.

## Wyróżnienia
- 2019: nominacja do Bestsellerów Empiku w kategorii „Literatura polska”[2]
- 2021: nagroda Festiwalu Gardo Gialla[3]

## Wydania zagraniczne
- Kvinden der ikke blev fundet, Straarup & Co., Dania, 2022 (tłum. Rune Brandt Larsen)[4].
- Il labirinto delle ombre, Casa Editrice Nord, Włochy, 2021 (tłum. Raffaella Belletti)[5].
- Безмолвная, Inspiria, Rosja, 2021 (tłum. Валерий Садыков)[6], wycofana przez autora po agresji Rosji na Ukrainę w 2022[7].
- あの日に消えたエヴァ, Shogakukan, Japonia, 2020 (tłum. Shinko Sasaki)[8].
- Dan kada je Eva nestala, Vulkan izdavaštvo, Serbia, 2020 (tłum. Anđelija Jočić)[9].
- Die kalten Sekunden, Rowohlt, Niemcy, 2018 (tłum. Marlena Breuer, Jakob Walosczyk)[10].
- A fájl nem található, Rainbow-Slide Węgry, 2018 (tłum. Palya György)[11].
- И никога не я откриха, Era, Bułgaria, 2018 (tłum. Васил Велчев)[12].
- Nenalezená, Domino, Czechy, 2018 (tłum. Petr Vidlák)[13].